# Kassel (Frankrijk)

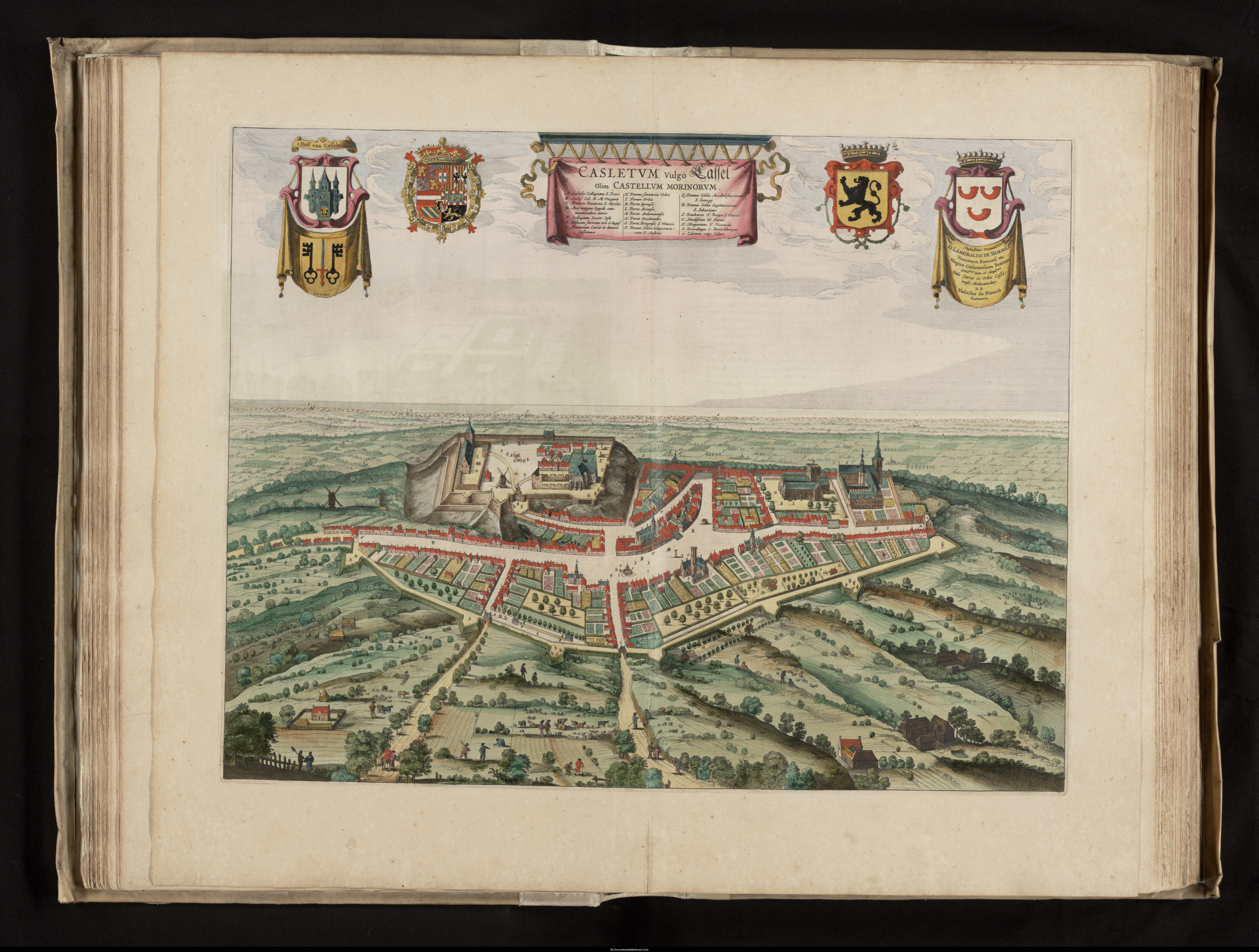
Cassel in de eerste helft van de 17e eeuw (afbeelding uit Flandria Illustrata - 1641)

Kassel (officieel: Cassel) is een stad in het Franse Noorderdepartement (Frans: département du Nord), gelegen in de Franse Westhoek en Frans-Vlaanderen. Ze telde op 1 januari 2022 2.212 inwoners.
Kassel is gelegen op de 176 meter hoge Kasselberg (met daarnaast de Wouwenberg die men ook Recollettenberg noemt, 141 meter), het hoogste punt van de Westhoek. Het is een kleinstedelijk centrum (kantonhoofdplaats, onderwijsinstellingen) met dagtoerisme.

## Geschiedenis
Kassel was de hoofdplaats van de Menapiërs, zoals de etymologie getuigt (het Latijnse Castellum Menapiorum betekende Burcht der Menapiërs). In de Romeinse tijd was het een strategisch knooppunt op de heerbaan Boulogne-Keulen. In het landschap zijn nog de rechte wegen zichtbaar die vanop de Kasselberg leidden naar Bonen, Terwaan, Atrecht, Doornik, Wervik, Thiennes en Aardenburg (via de zogenaamde Steenstraat). 
In de middeleeuwen was het de hoofdplaats van Kassel-Ambacht, een kasselrij van het graafschap Vlaanderen. Kassel werd herhaaldelijk geplunderd en verwoest, onder meer door Robert II van Artesië aan het begin van de Frans-Vlaamse Oorlog in 1297. Hij slaagde er niet in de burcht te veroveren. In 1303 begonnen de Vlamingen een offensief in het zuiden. Bij Kassel werd een leger verzameld dat de grens overtrok en Sint-Omaars aanviel, waarbij de Fransen vluchtten. Het Vlaamse leger plunderde de streek rond Sint-Omaars en Terwaan en viel in augustus ook nog het land van Doornik binnen. In enkele maanden tijd waren zowel de Vlaamse noord- als zuid- en zuidwestgrens stevig beveiligd. In augustus begon Filips de Schone met de vorming van een nieuw leger, maar door muiterij vanwege achterstallige soldij kon hij niet in actie komen. In september kwam hij daarom een wapenstilstand overeen met de Vlamingen tot mei 1304, die later werd verlengd tot juni 1304.
In 1427-1431 stond Kassel op tegen hertog Filips de Goede. Het verzet tegen zijn centralisatiepolitiek en voor het behoud van het oude gewoonterecht kende geen succes.
In 1677 behaalde het leger van Lodewijk XIV een zege op de Republiek der Zeven Verenigde Nederlanden in de slag bij Kassel. Het volgende jaar was Kassel bij de territoria die door de Vrede van Nijmegen werden losgemaakt uit de Spaanse Nederlanden en aangehecht bij Frankrijk.

### Veldslagen
Bij Kassel werden drie veldslagen geleverd. Een gedenkteken dat herinnert aan de veldslagen staat op de Kasselberg (centrum van Kassel), tezamen met een standbeeld van Generaal Foch die hier, tijdens de Eerste Wereldoorlog, tijdelijk zijn hoofdkwartier had.
- Slag bij Kassel (1071) tussen Robrecht I van Vlaanderen en Arnulf III de Ongelukkige om de titel van graaf van Vlaanderen.
- Slag bij Kassel (1328) tussen een Vlaams leger onder leiding van Nicolaas Zannekin en een Frans leger onder koning Filips VI. De stad had haar poorten voor de Vlamingen geopend en werd er, na de slag, zwaar voor gestraft. Het kasteel en de vestingen werden afgebroken, de stad geplunderd en iedereen die niet gevlucht was, afgemaakt.
- Slag bij Kassel (1677) tussen Lodewijk XIV en de Republiek der Zeven Verenigde Nederlanden.

In mei 1940 nam Kassel een sleutelpositie in bij de militaire operatie Dynamo. Verbeten bombardementen en weerstandsgevechten door het Britse leger dekten gedurende 3 dagen de aftocht opdat de Britse inscheping te Duinkerke vlotter zou kunnen verlopen. Hierbij werd het noordelijk deel van de centrale markt ernstig vernield en verdween het merkwaardig stadhuis in renaissancestijl definitief. Op het burgerlijke kerkhof treft men ook het militaire kerkhof aan waar meer dan 100 grafzerken aan deze tweede wereldoorlog doen denken.

## Bezienswaardigheden
- Het 16e-eeuwse Hôtel de la Noble Cour (Landshuys) in renaissancestijl (thans Musée de Flandre)
- Het Musée de Flandre
- De Onze-Lieve-Vrouw van de Cryptekerk (Collégiale Notre-Dame de la Crypte) met fraai interieur. Op het einde van de 10e eeuw stond hier een parochiekerk die aan Onze-Lieve-Vrouw was gewijd. Ze werd in 1290 herbouwd en in 1300 ingericht als kapittelkerk met 12 kanunniken. Op het einde van de 16e eeuw werd ze geplunderd en in brand gestoken door de geuzen. De kerk werd achtmaal tot puin herleid en telkens weer herbouwd. Tijdens de Franse Revolutie diende ze tot paardenstal, gevangenis, hospitaal en tempel van de Rede. Het orgel dateert uit de 17e en 19e eeuw. De kerk is sterk verwaarloosd, maar wordt momenteel gerestaureerd.
- De voormalige Jezuïetenkerk (Chapelle des Jésuites) (barok – 17e eeuw)
- De Ariënpoort (Porte d'Aire), één der vier stadspoorten die deel uitmaakten van de middeleeuwse stadsmuur.
- Marktplein met huizen uit de 17e en 18e eeuw.
- De Casteelmeulen (Moulin de l'Étendard) is een beschermde windmolen op de Kasselberg
- Het  Bezoekerscentrum 'Slag bij Kassel' (1677)
- Naast de gemeentelijke begraafplaats ligt de Cassel Communal Cemetery Extension, een Britse militaire begraafplaats met zo'n 100 gesneuvelden uit de Tweede Wereldoorlog.
- De Belvedere.

## Geografie
De oppervlakte van Kassel bedroeg op 1 januari 2022 12,65 vierkante kilometer; de bevolkingsdichtheid was toen 174,9 inwoners per km². Kassel ligt in het Houtland op een hoogte van 32 tot 176 meter, waarbij het stadje op de top van de 176 meter hoge Kasselberg is gebouwd. Deze heuvel is, evenals de nabijgelegen Mont des Récollets (161 meter hoog), een getuigenheuvel die deel uitmaakt van de West-Vlaamse Heuvels. De Mont des Récollets is bedekt met bos.

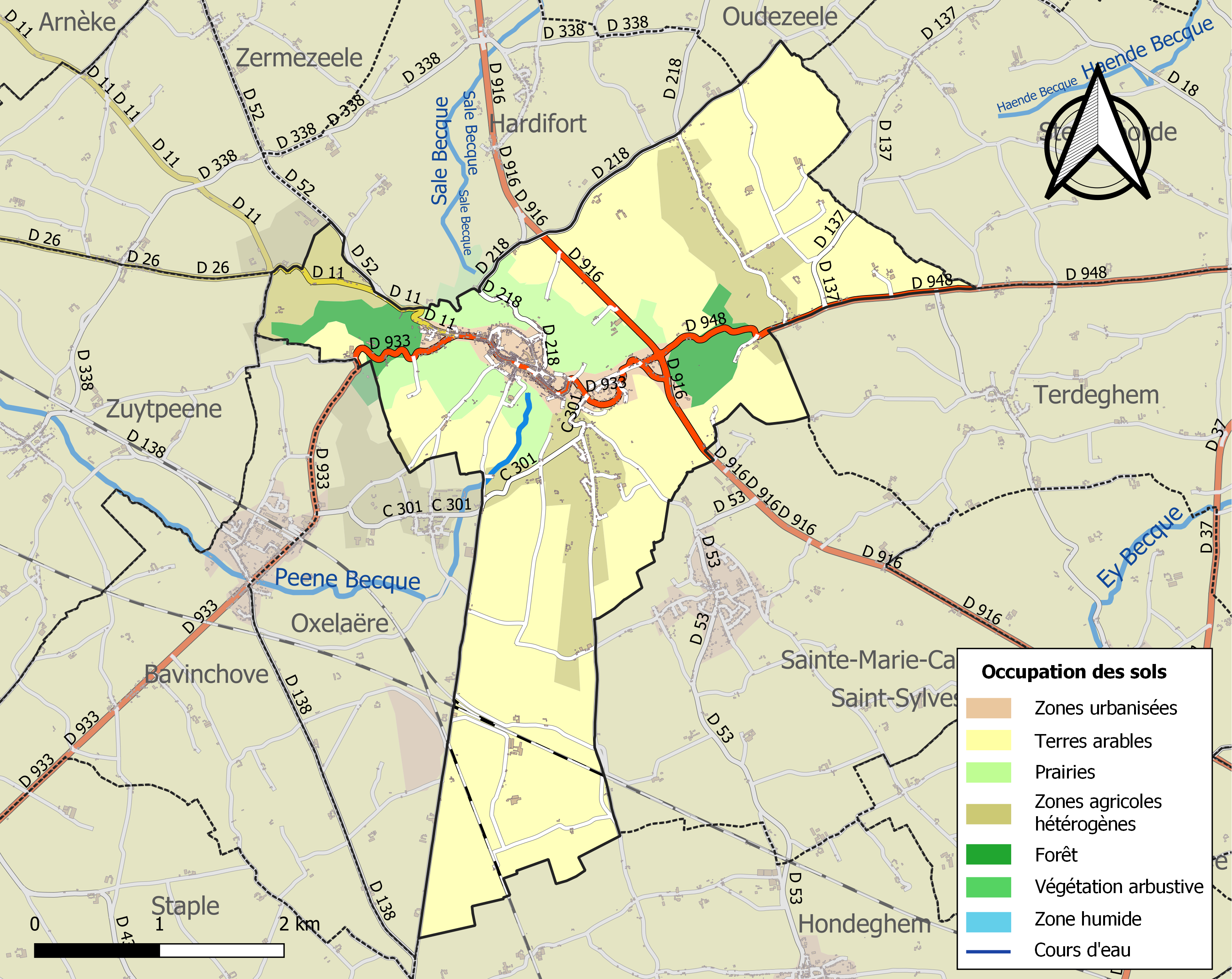
Kaart van de gemeente met belangrijkste infrastructuur, bodemgebruik en omliggende gemeenten

## Demografie
Onderstaande figuur toont het verloop van het inwonertal (bron: INSEE-tellingen).

## Cultuur
In oktober 2010 werd le Musée de Flandre heropend, in een oud zeer stijlvol gebouw. Er is een permanent gedeelte met schilderijen van zowel Vlaamse als Franse schilders met onder meer een imposant schilderij van een veldslag geleverd te Cassel. Er is ook een ruimte voor tijdelijke exposities. De achterkant van het Musée de Flandre biedt een vergezicht op het landschap aan de buitenkant van het stadje.
In 1978 werd Radio Uylenspiegel opgericht. Ze begonnen als illegale zender die ijverde om de Vlaamse cultuur in Noord-Frankrijk te behouden. Begin jaren 80 kreeg Radio Uylenspiegel een zendvergunning bij de liberalisering van de FM-frequenties. Ze zenden uit op de frequentie 91,8 FM en kunnen tot over de grens worden ontvangen.

## Verkeer en vervoer
In de buurt van de stad staat het Station Cassel. Het station bevindt zich weliswaar meer dan twee kilometer ten zuidwesten van het stadscentrum, in de gemeente Bavinkhove.

## Geboren in Kassel
- Pieter Datheen 1531-1588
- Dominique Vandamme 1770-1830
- François Delecour *1962

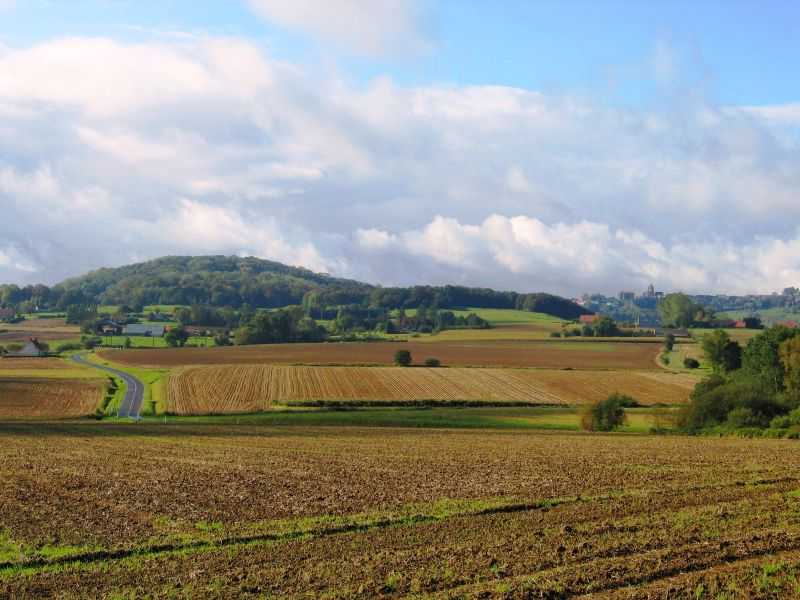
Kassel, rechts van de Wouwenberg (7 okt 2004)
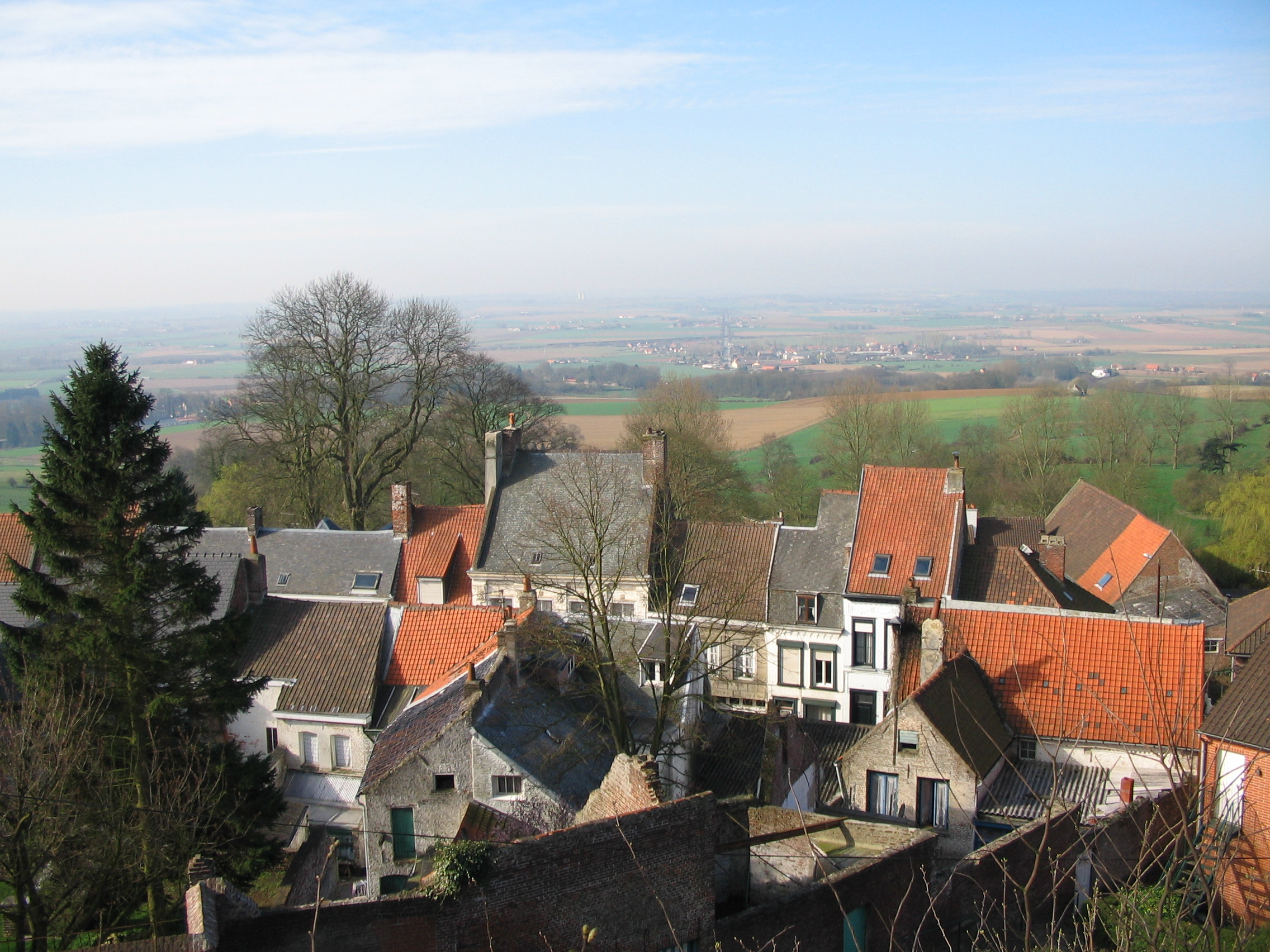
Uitzicht van op het hoogste punt van Kassel
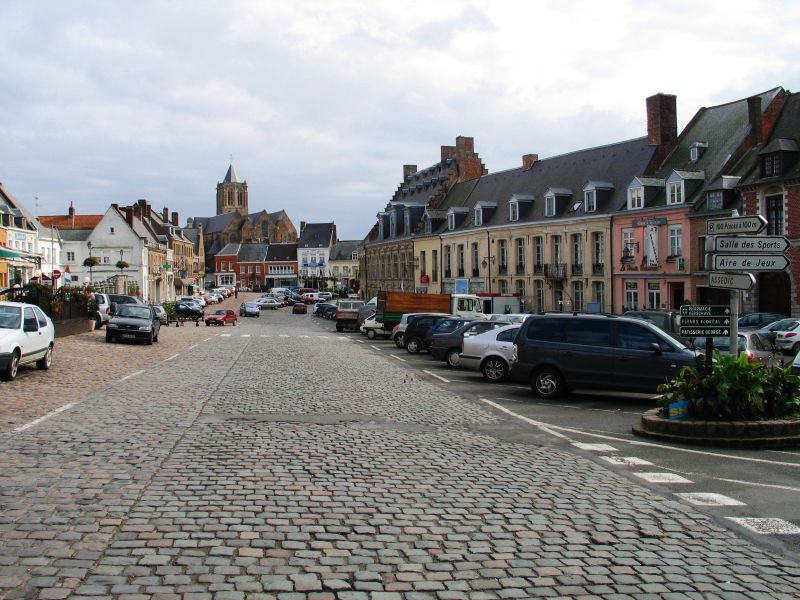
De Markt met in de achtergrond Onze-Lieve-Vrouw van de Crypte (7 okt 2004)
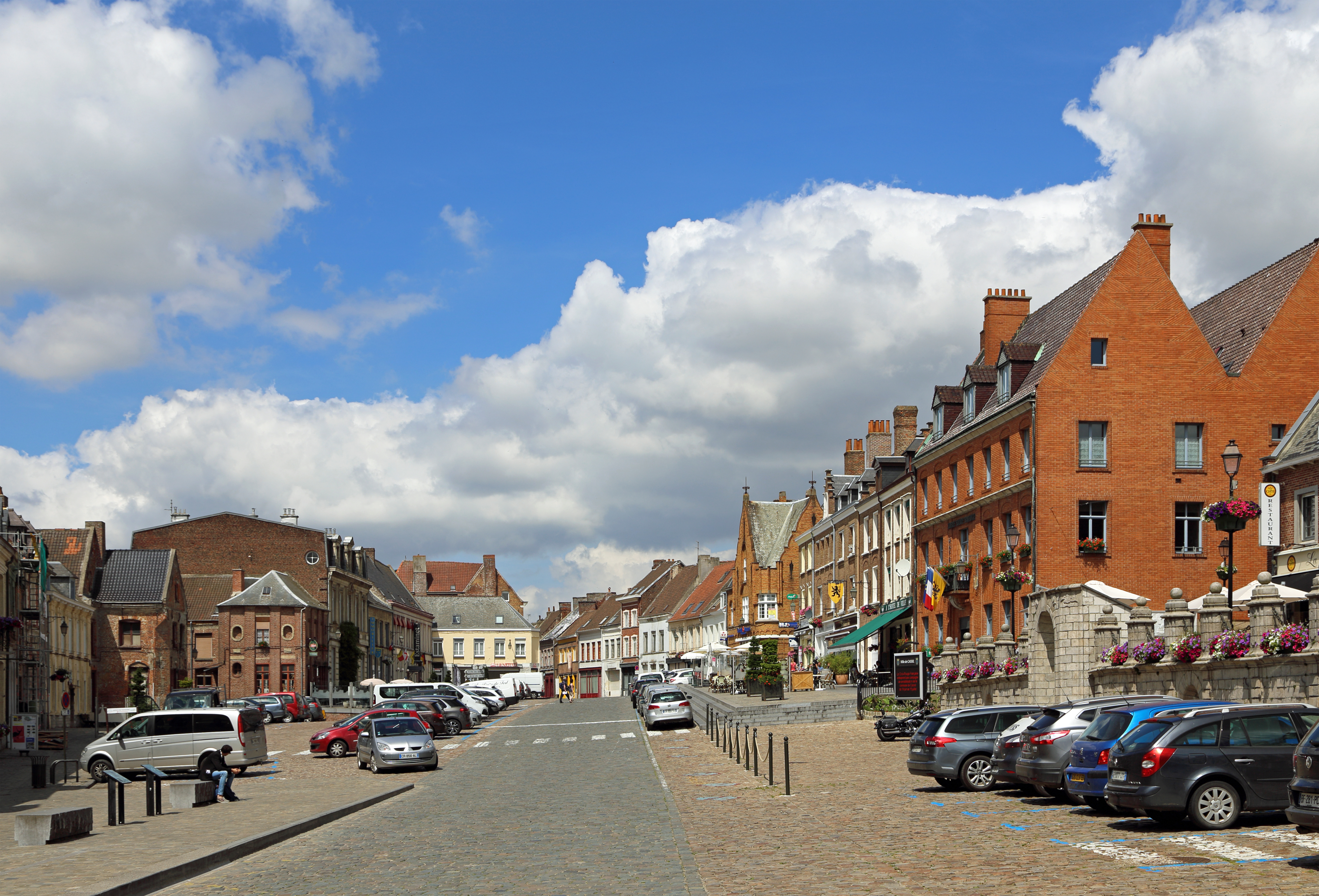
De Markt (Grand'Place) in westelijke richting gezien
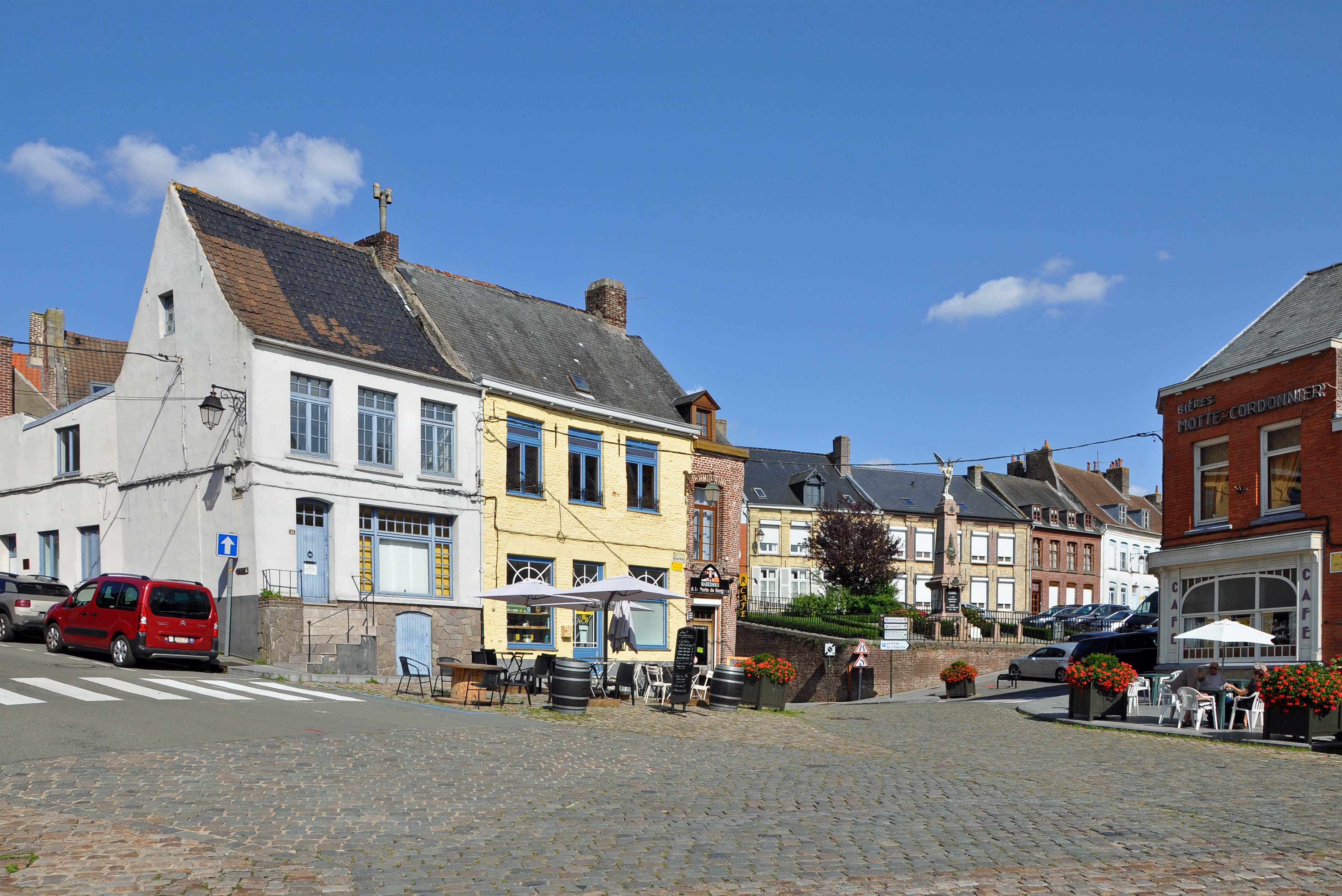
Een hoek van de Markt met typische huizen
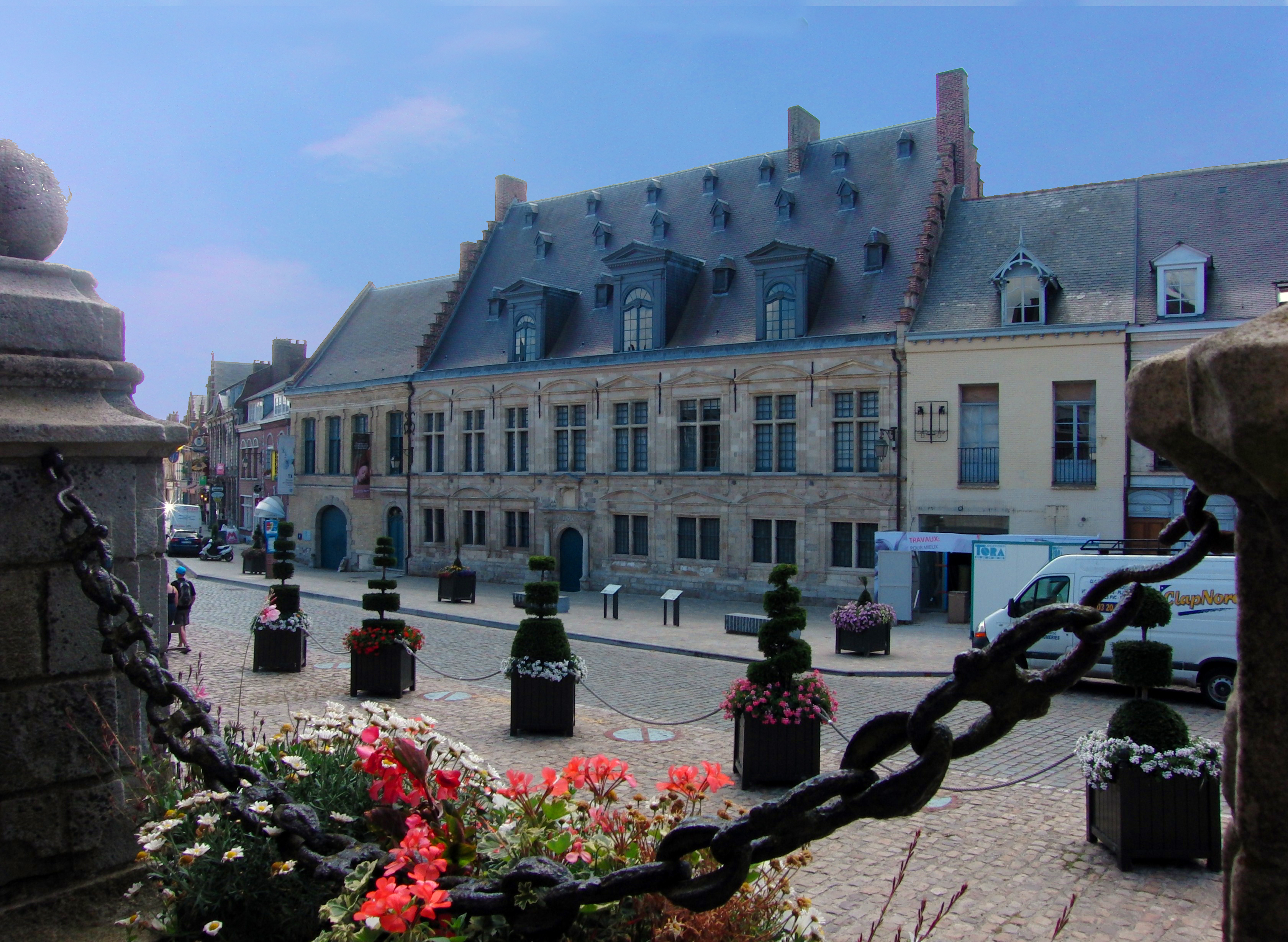
Voormalig landhuis van de kasselrij, thans Musée de Flandre
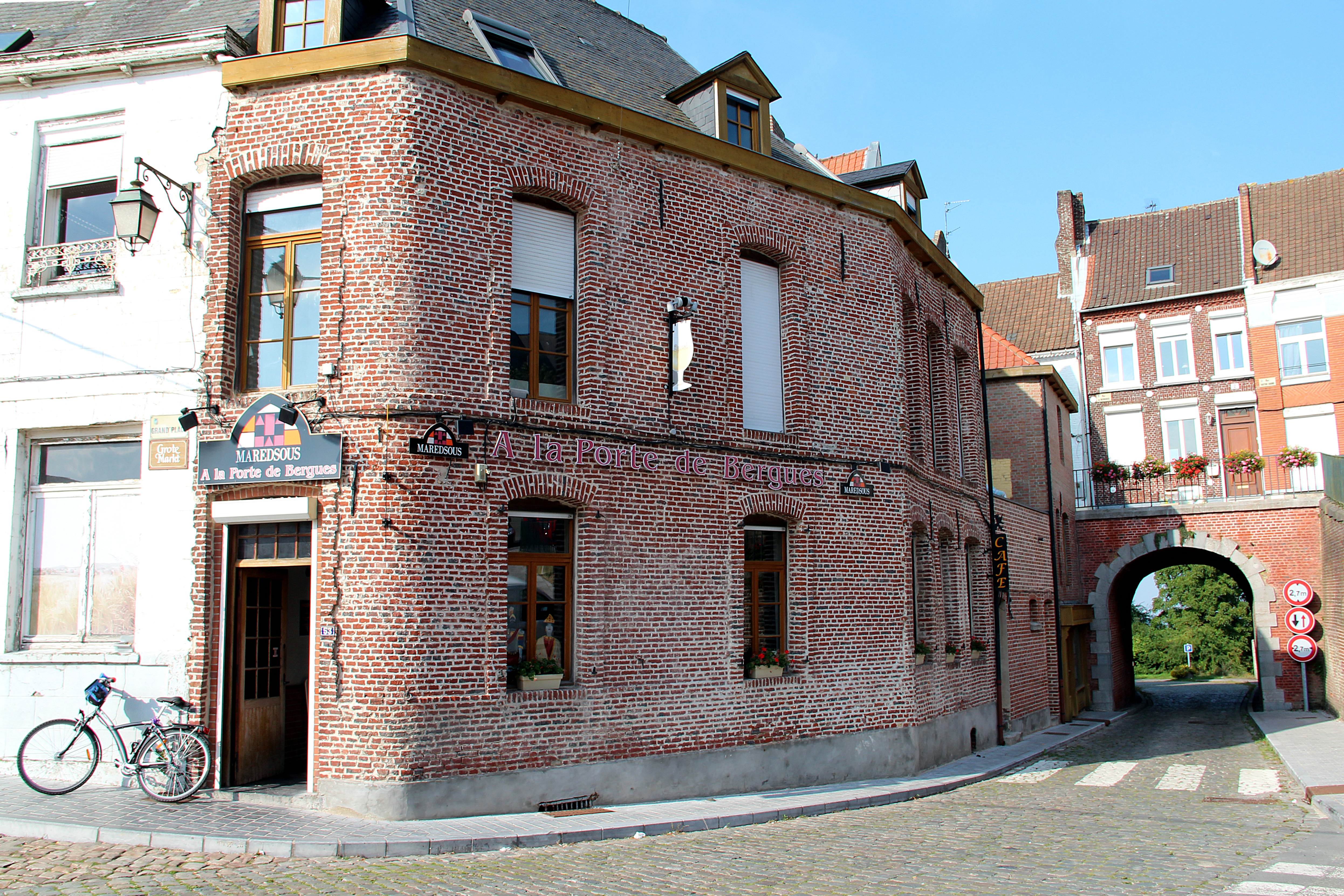
De Porte de Bergues en café "À la Porte de Bergues"
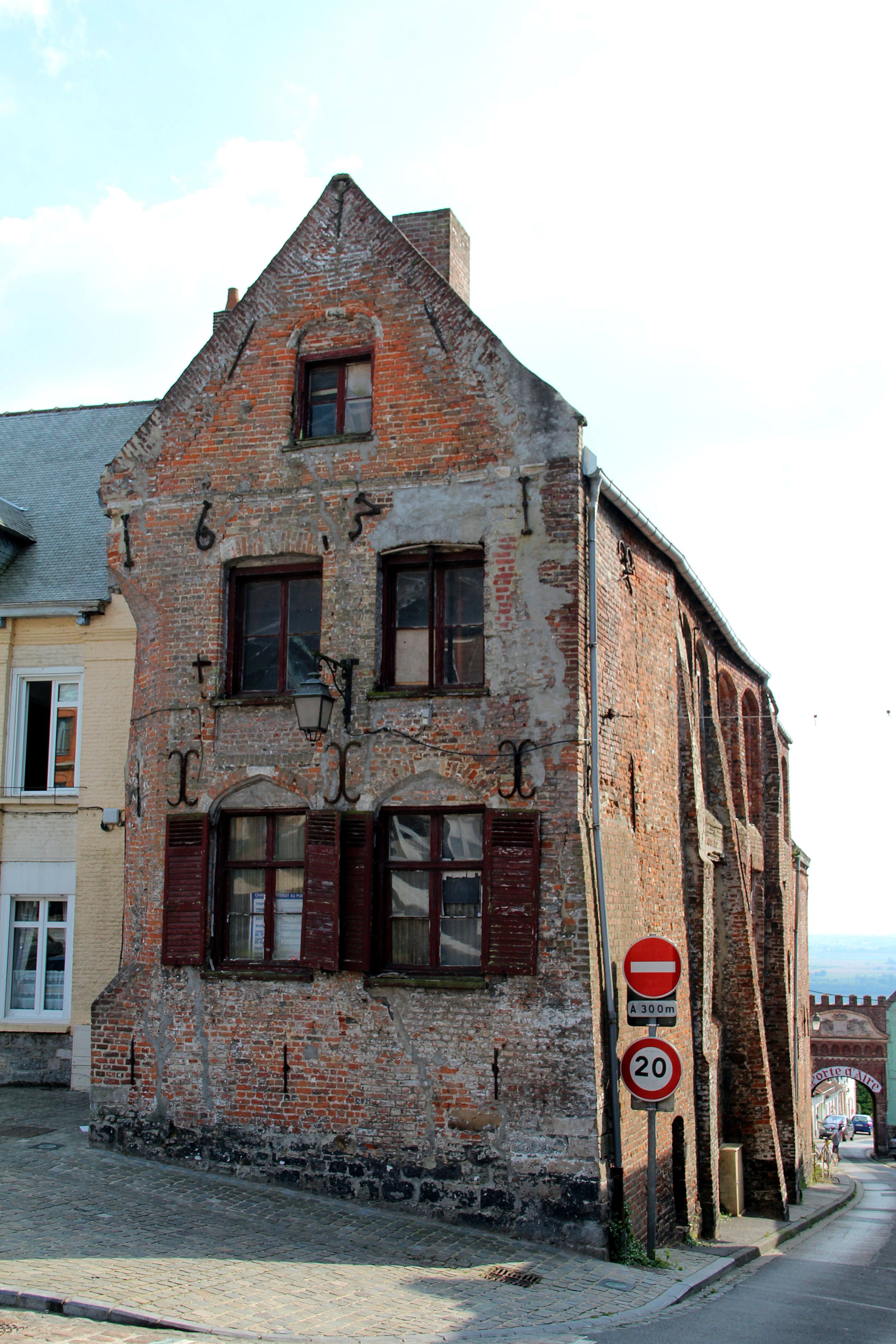
Voormalig huis (17e eeuw), gelegen op nr.12 van de Markt (Grand'Place)
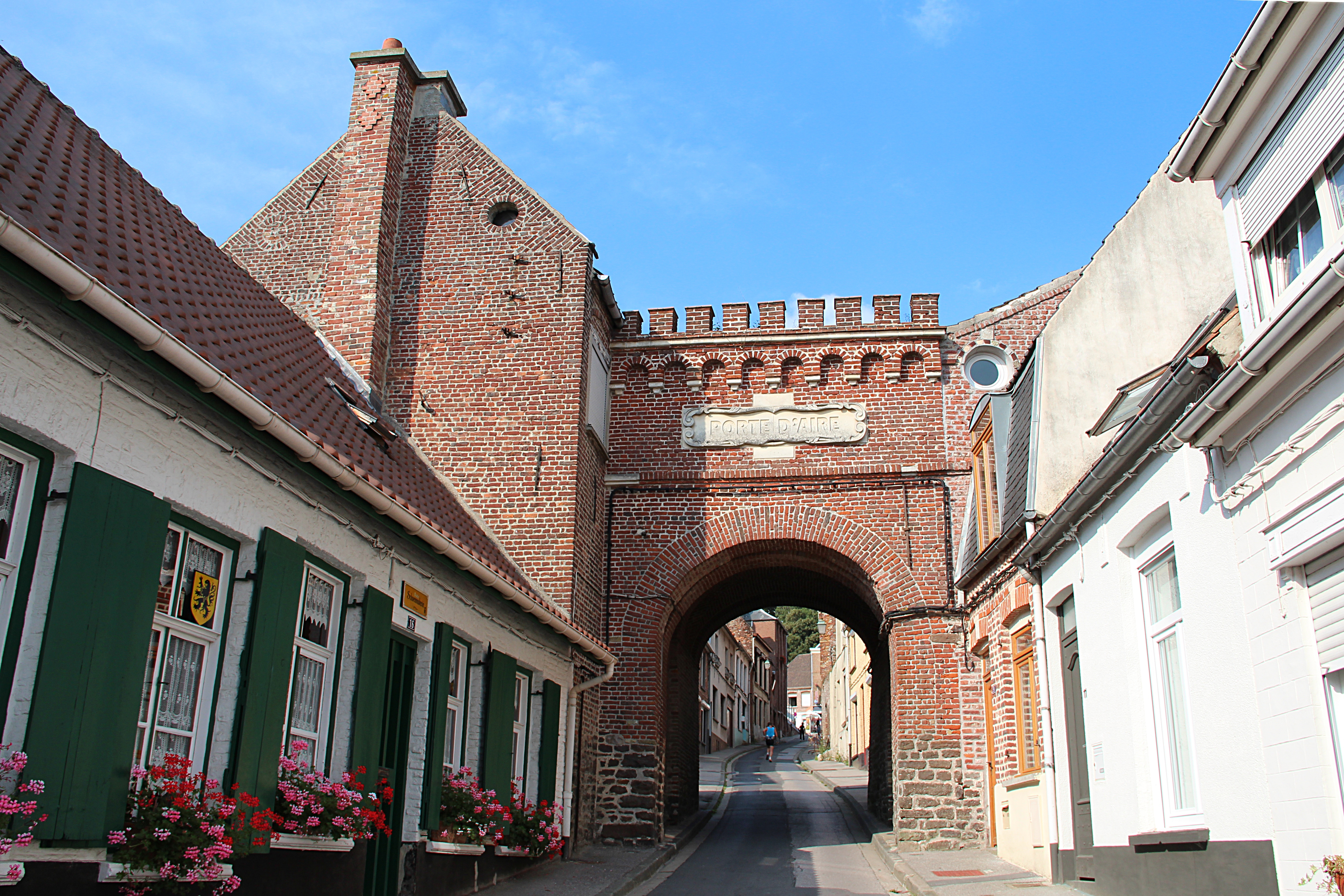
De Porte d'Aire
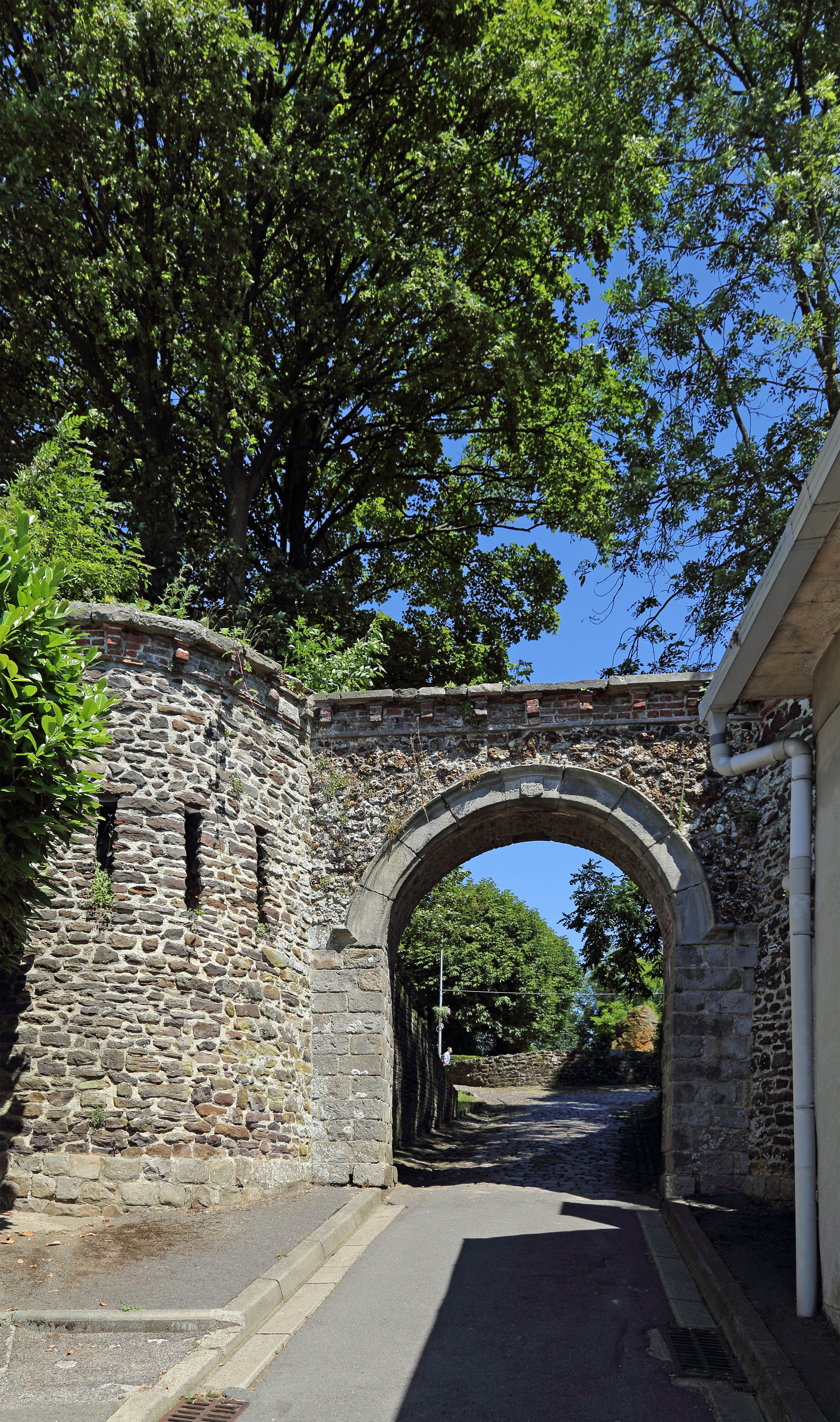
De Porte du Château verleent toegang tot het park op de top van de Kasselberg
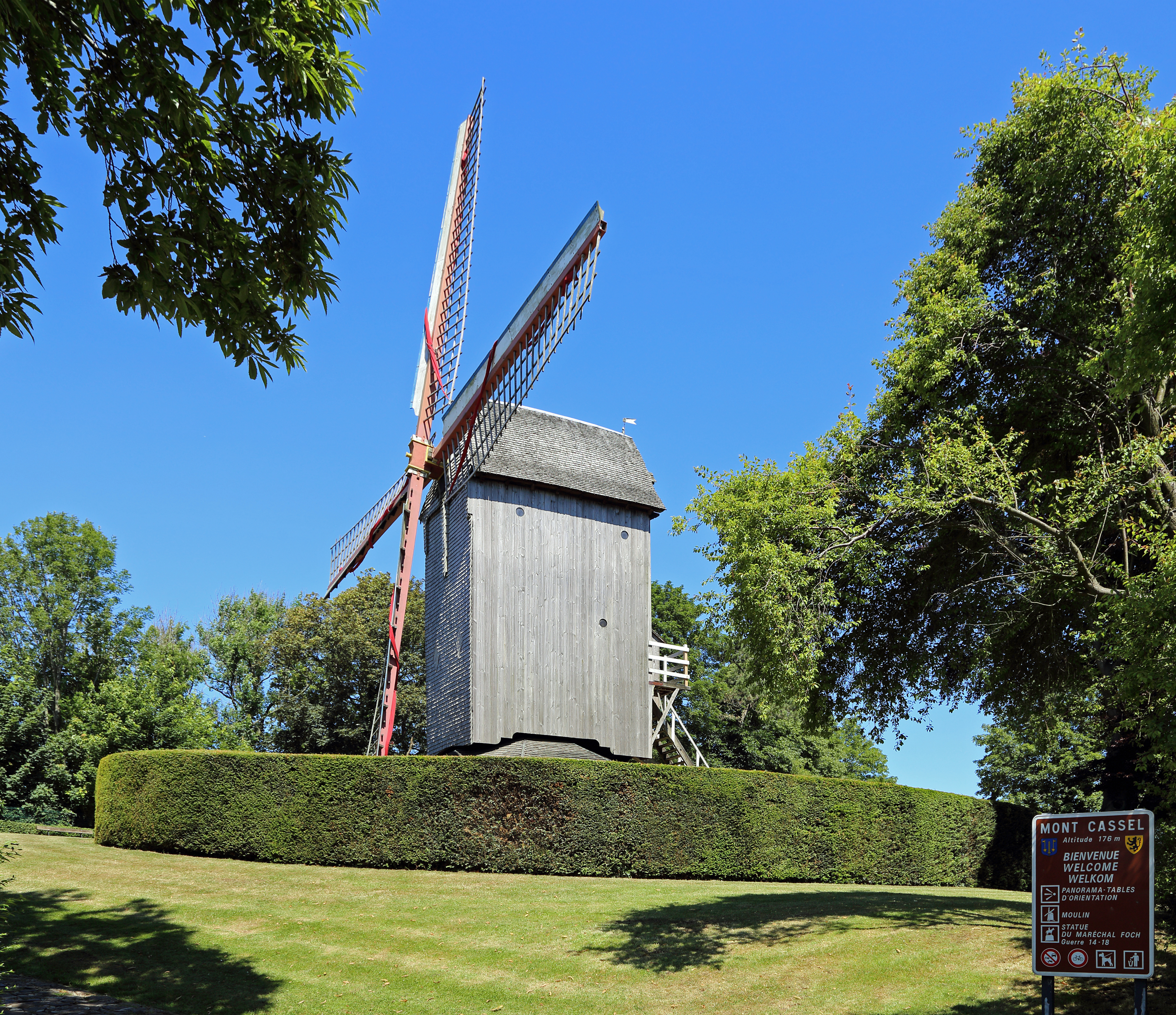
De windmolen
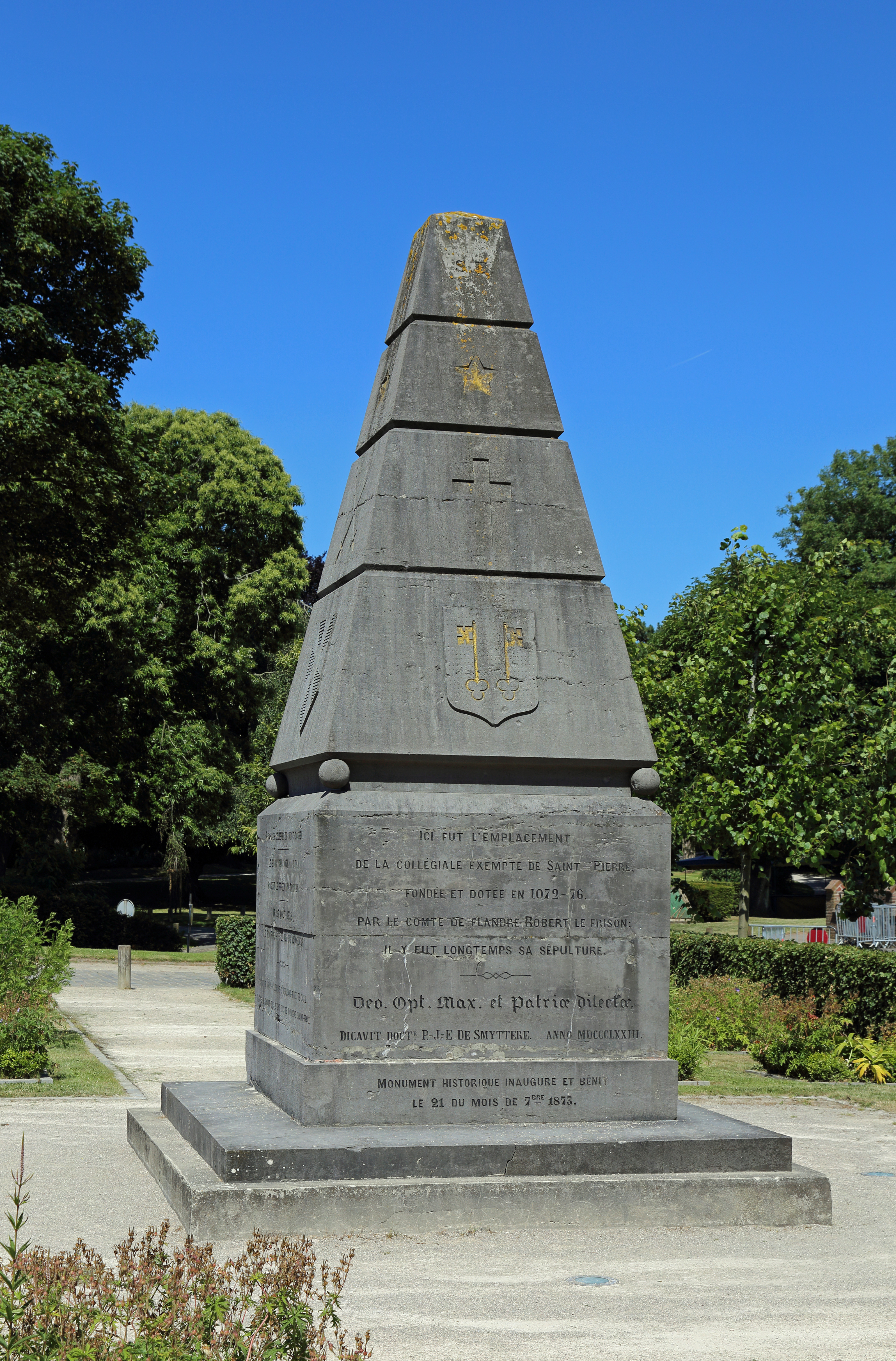
Gedenkteken voor de drie veldslagen van Kassel (1071, 1328, 1677)
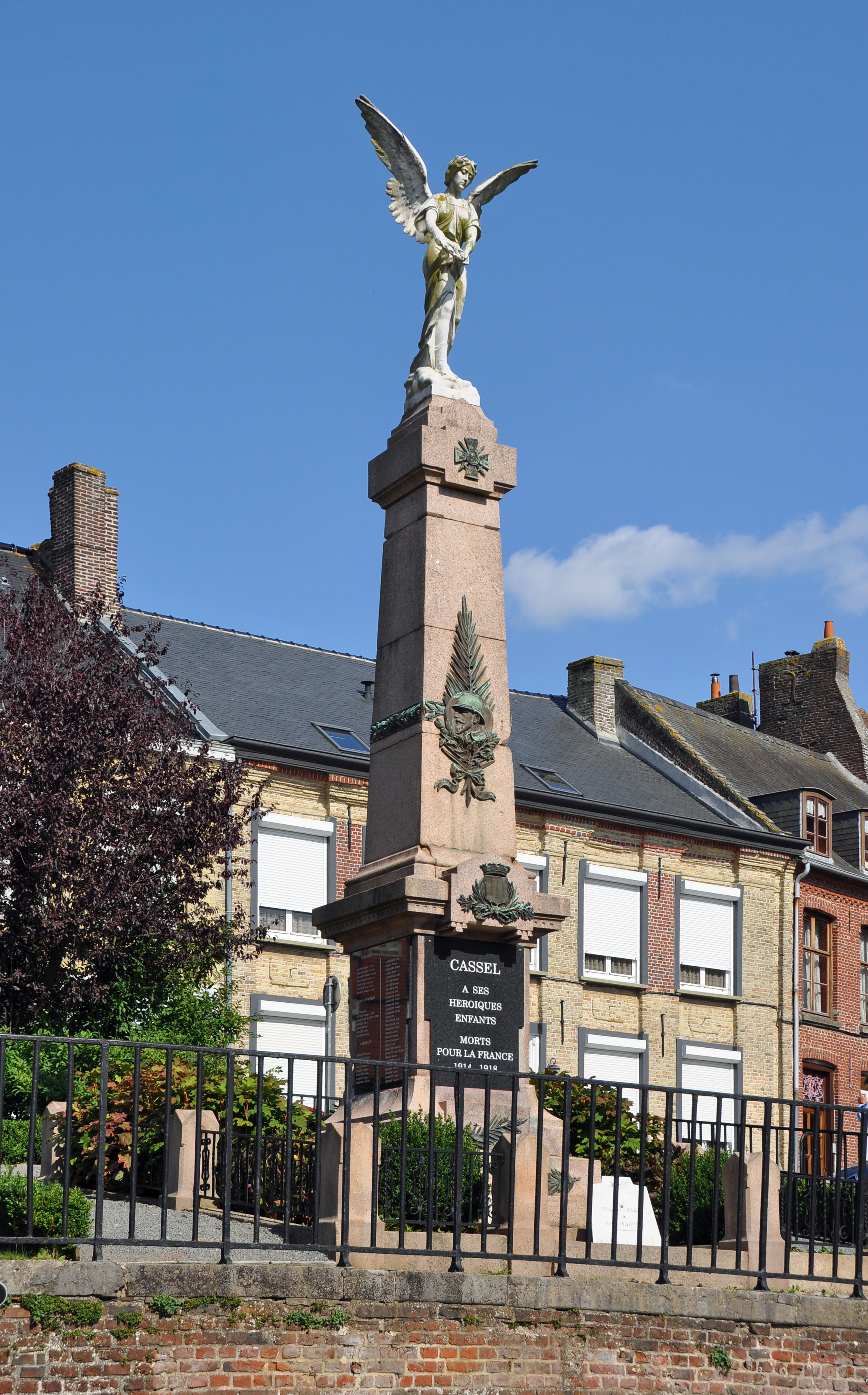
Oorlogsgedenkteken (Eerste Wereldoorlog)
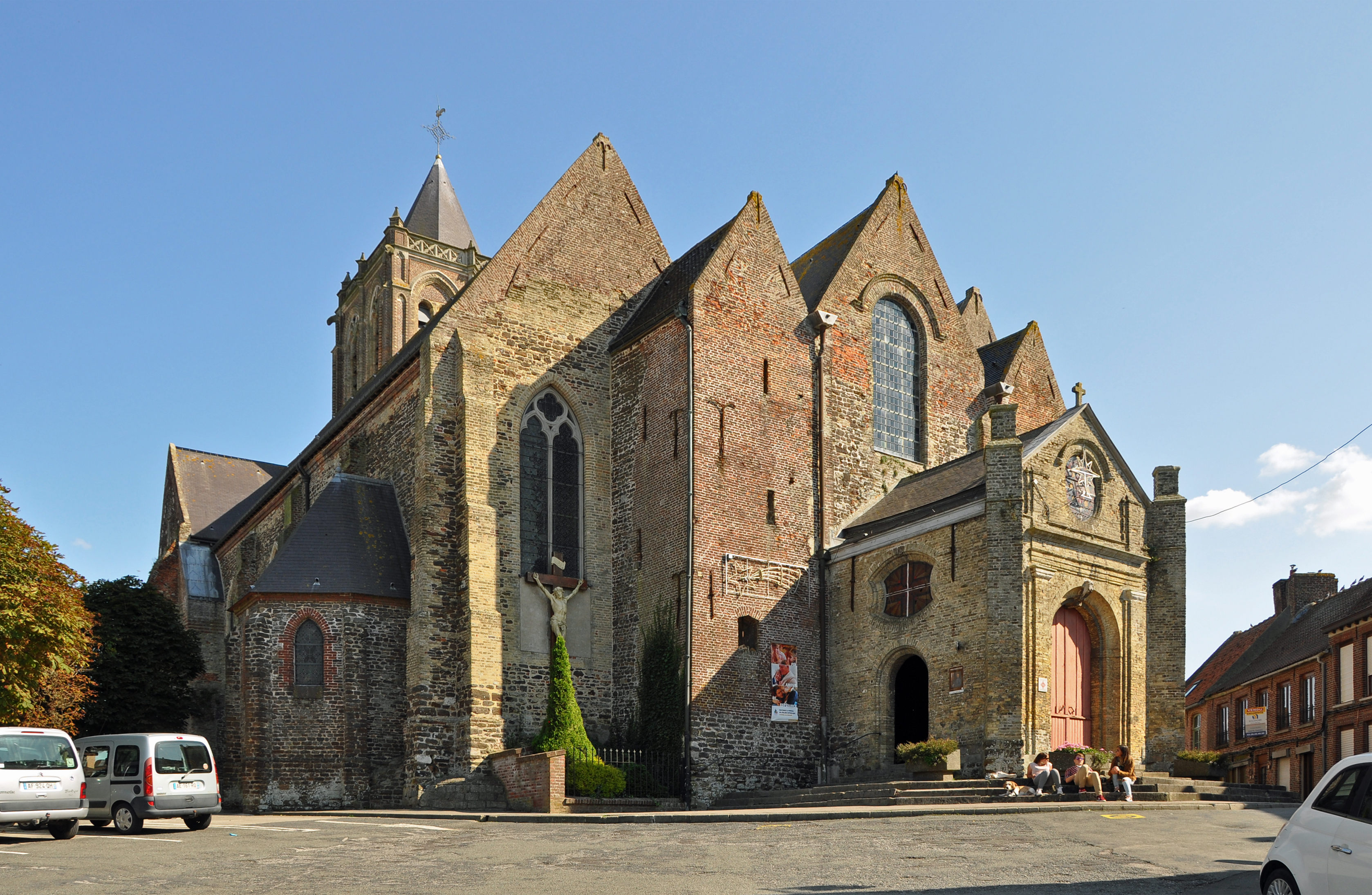
De Onze-Lieve-Vrouwekerk (Notre-Dame-de-la-Crypte)
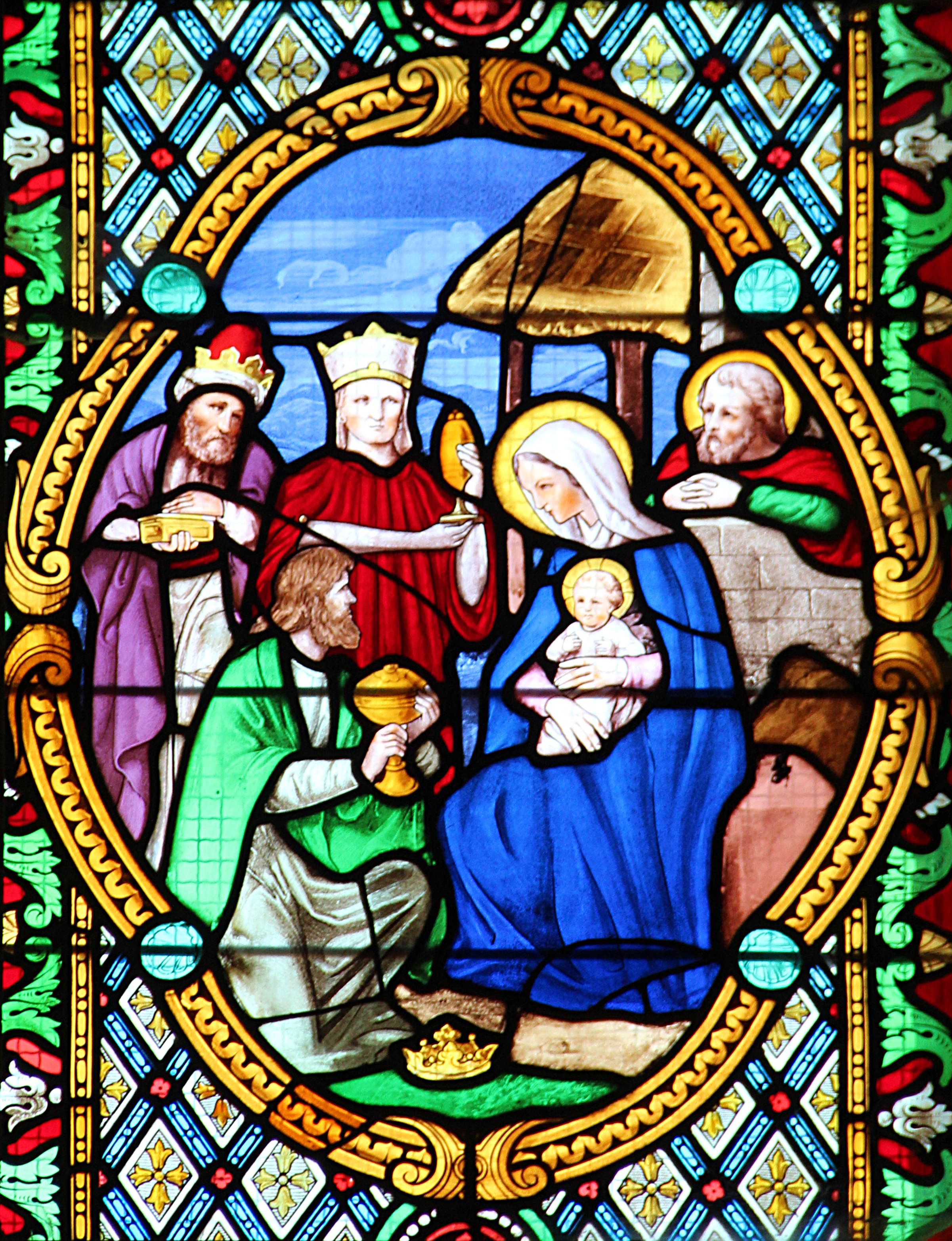
Glasraam van Onze-Lieve-Vrouwekerk
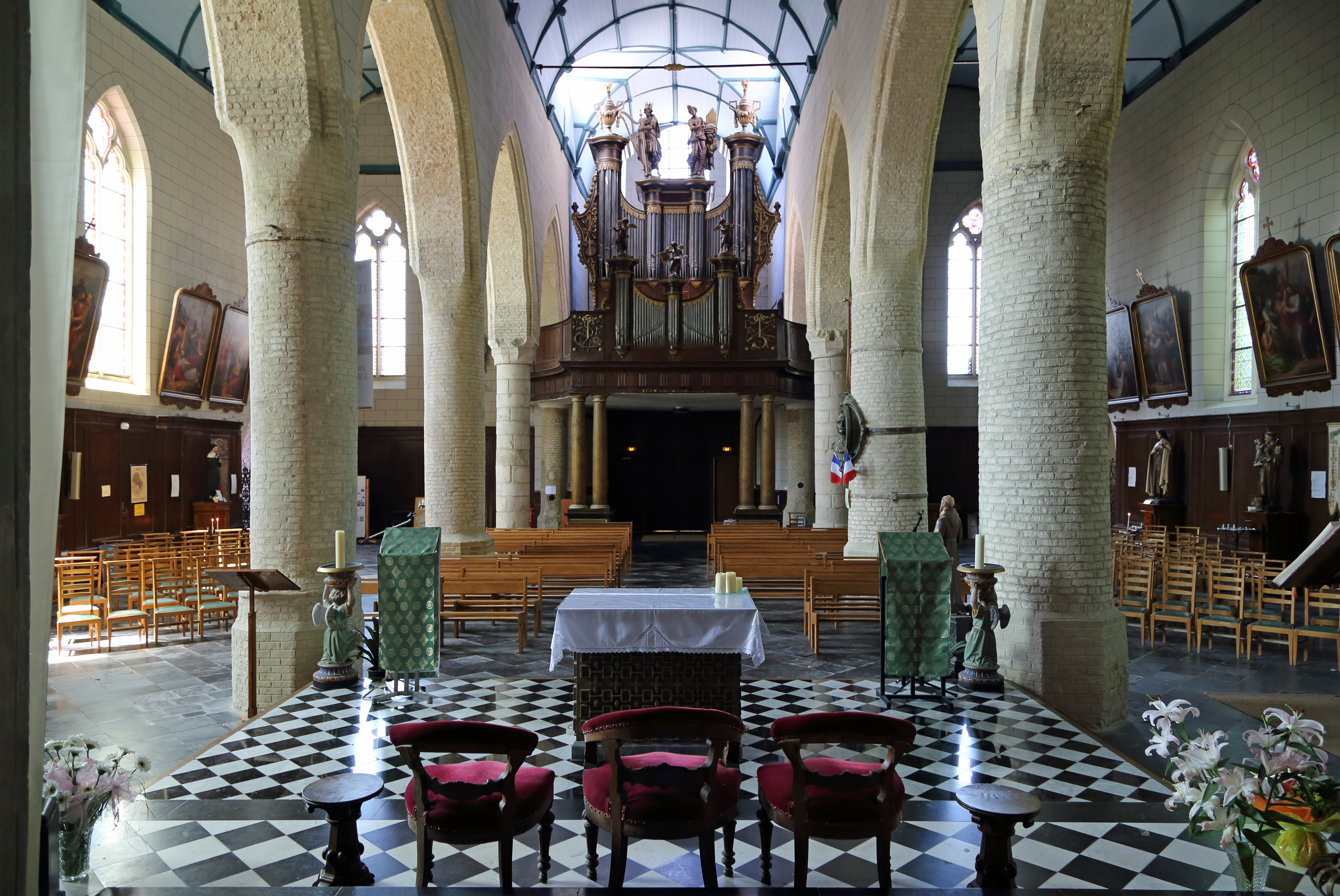
Interieur van de Onze-Lieve-Vrouwekerk'
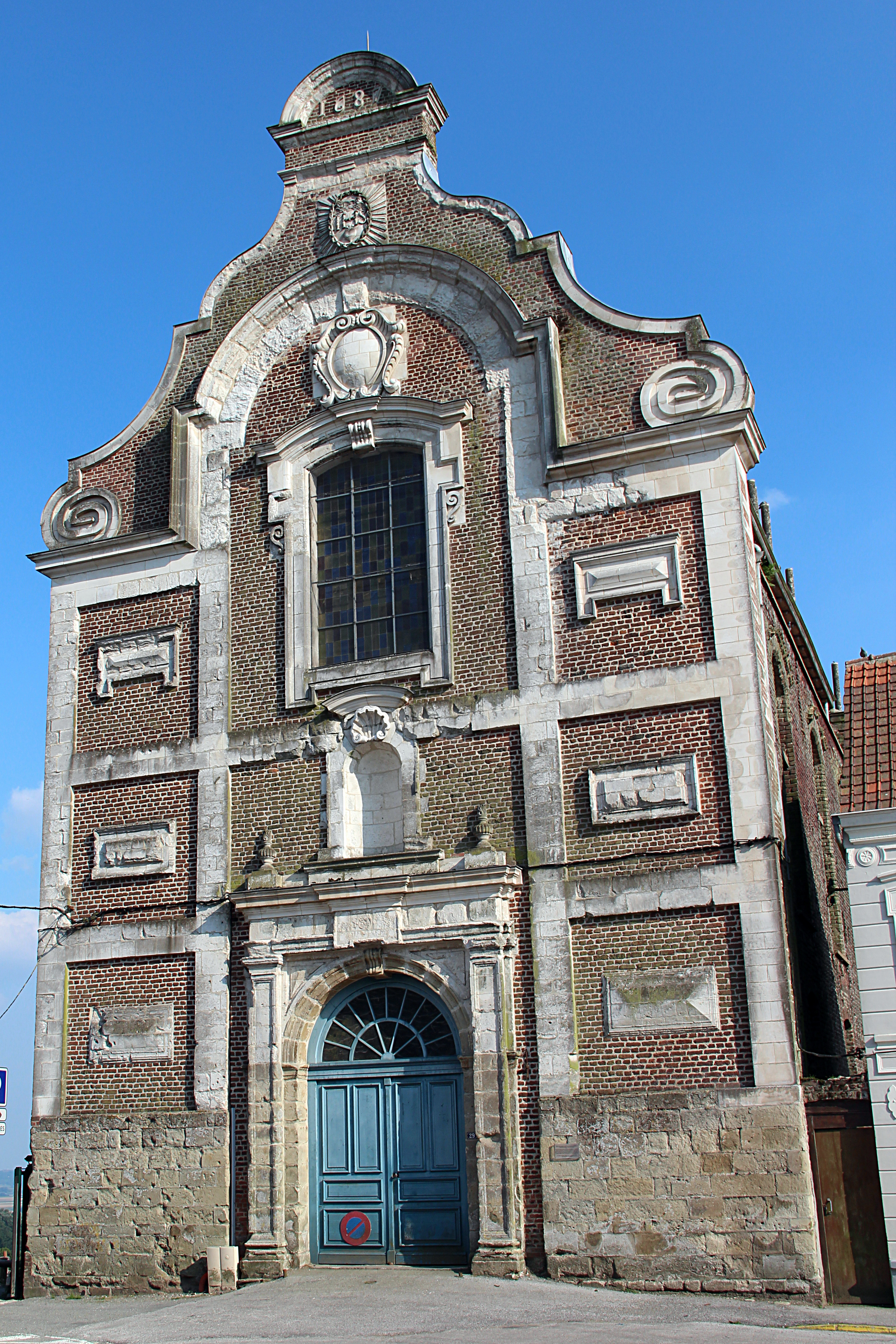
Westelijke gevel van de kapel van het oude jezuïetencollege (1687)
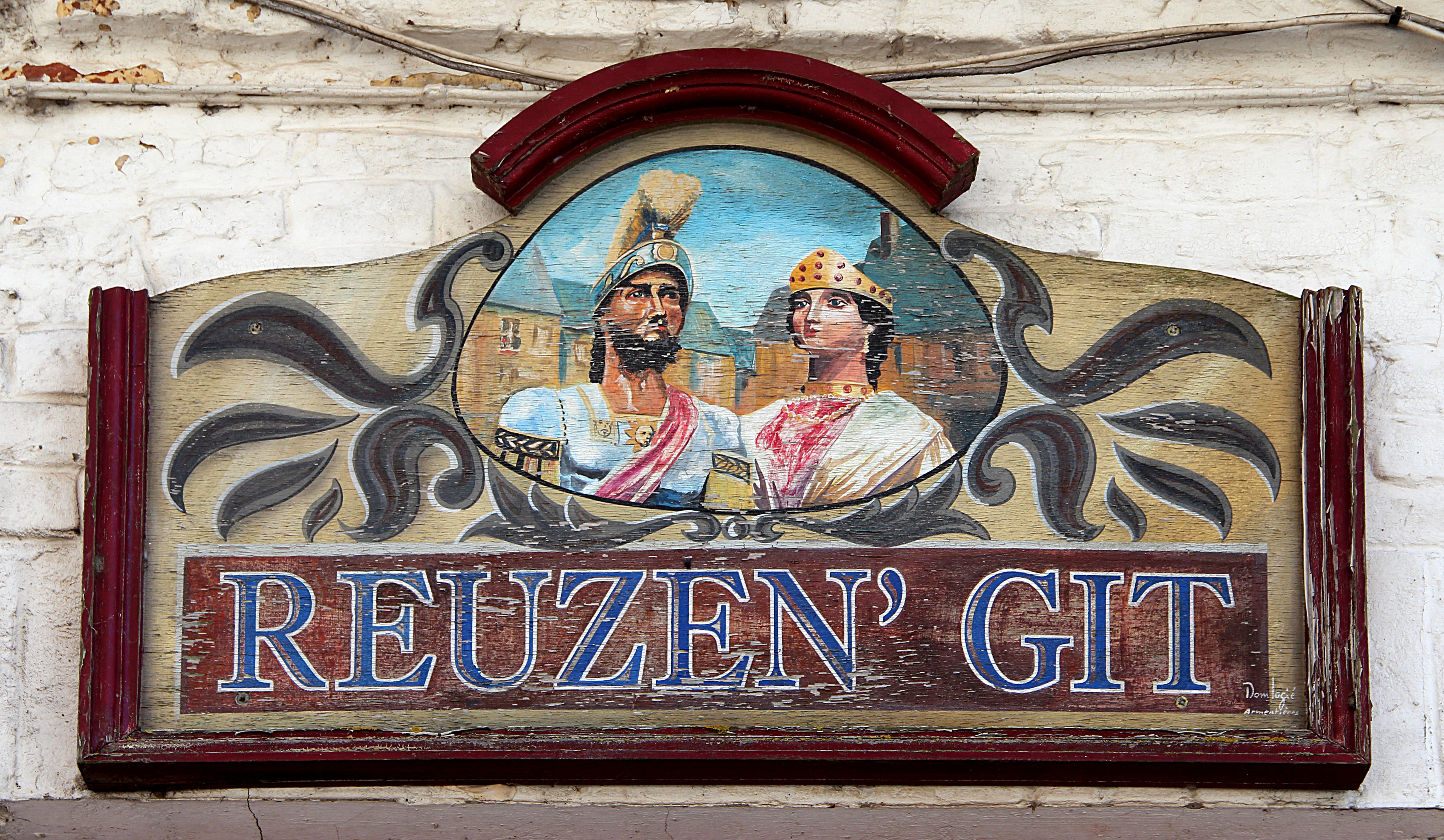
Reuze Papa en Reuze Maman

## Nabijgelegen kernen
Hardifort, Wemaarskappel, Bavinkhove, Okselare, Sainte-Marie-Cappel, Terdegem, Winnezele, Zermezele
Belle · Berten · Boeschepe · Borre · Eke · Godewaarsvelde · Hondegem · Kaaster · Kassel · Merris · Meteren · Niepkerke · Okselare · Oud-Berkijn · Pradeels · Sint-Janskappel · Sint-Mariakappel · Sint-Silvesterkappel · Stapel · Steenwerk · Strazele · Vleteren · Zoeterstee
Armboutskappel · Arneke · Bambeke · Bavinkhove · Belle · Berten · Bieren · Bissezele · Blaringem · Boeschepe · Boezegem · Bollezele · Borre · Bray-Dunes · Broekburg · Broekkerke · Broksele · Buisscheure · Drinkam · Duinkerke · Ebblingem · Eke · Ekelsbeke · Eringem · Gijvelde · Godewaarsvelde · La Gorgue · Grand-Fort-Philippe · Grevelingen · Groot-Sinten · Hardefoort · Haverskerke · Hazebroek · Herzele · Holke · Hondegem · Hondschote · Hooimille · Houtkerke · Kaaster · Kapelle · Kapellebroek · Kassel · Killem · Kraaiwijk · Krochte · Kwaadieper · Lederzele · Ledringem · Leffrinkhoeke · Linde · Loberge · Loon · Meregem · Merkegem · Merris · Meteren · Millam · Moerbeke · Niepkerke · Nieuw-Berkijn · Nieuw-Koudekerke · Nieuwerleet · Noordpene · Ochtezele · Okselare · Oostkappel · Oud-Berkijn · Oudezele · Pitgam · Pradeels · Rekspoede · Rubroek · Ruisscheure · Sint-Janskappel · Sint-Joris · Sint-Mariakappel · Sint-Momelijn · Sint-Pietersbroek · Sint-Silvesterkappel · Sint-Winoksbergen · Soks · Spijker · Stapel · Steenbeke · Steenvoorde · Steenwerk · Stegers · Stene · Strazele · Terdegem · Téteghem-Coudekerque-Village · Tienen · Uksem · Vleteren · Volkerinkhove · Waalskappel · Warrem · Waten · Wemaarskappel · Westkappel · Wilder · Winnezele · Wormhout · Wulverdinge · Zegerskappel · Zerkel · Zermezele · Zoeterstee · Zuidkote · Zuidpene